# Boulevard Mirabeau
Pour les articles homonymes, voir Mirabeau.
Le boulevard Mirabeau est une voie marseillaise située dans les 2e et 3e arrondissements de Marseille. 

## Situation et accès
Il prolonge le boulevard National à partir de l’avenue Roger-Salengro jusqu’au Quai d'Arenc.
Ce boulevard se situe au pied de nombreux nouveaux immeubles du quartier d’affaires Euroméditerranée. Il longe le Dock des Suds, la tour La Marseillaise ainsi que le bâtiment Le Mirabeau qui fut l’ancien bâtiment de l’entreprise CMA-CGM sur son extrémité ouest. Ce dernier a été démoli en 2020 pour laisser la place à une nouvelle tour du même nom actuellement en construction. 
Ce boulevard passe également sous les deux viaducs de l’autoroute A55 entre le boulevard de Paris et le quai d’Arenc. Il dessert aussi la gare d'Arenc-Euroméditerranée depuis 2014. 
Il débouche sur le quai d’Arenc qui, lui, longe une partie du grand port maritime de Marseille.

## Origine du nom
Le boulevard prend son nom du ruisseau recouvert Mirabeau lui-même nommé en hommage à Honoré-Gabriel Riqueti de Mirabeau (1749-1791), écrivain et homme politique français.